# The Revolution Smile
The Revolution Smile ist eine 2000 gegründete Indie/Alternative-Metal-Band aus Sacramento, USA.

## Geschichte
Die Band wurde im Jahr 2000 vom ehemaligen Far Gitarristen Shaun Lopez gegründet, nachdem er kurze Zeit bei einer frühen Version der Rival Schools, angeführt von dem ehemaligen Quicksand Frontman Walter Schreifels gespielt hat und bei mehreren Bands, unter anderem den Foo Fighters, vorgespielt hat. Im November 2000 veröffentlichte The Revolution Smile At War with Plastic, eine von Lopez produzierte 6-Song-EP, die Animation Records weltweit verbreitete.
Im Januar 2001 verstärkten The Revolution Smile ihr Lineup mit Octavio Gallardo am Bass, Tim McCord an der Gitarre, und Jeremy White am Schlagzeug. Sie begannen am Nachfolgewerk zu At War with Plastic zu arbeiten. We Are in This Alone wurde im Herbst 2001 fertig und sollte kurz darauf veröffentlicht werden. Im Januar 2002 landete We Are in This Alone in den Händen von Geffen Records, welche die Band unter Vertrag nahmen. Geffen wollte einen Remix von We Are in This Alone veröffentlichen, die Band allerdings wollte ein neues Album aufnehmen.
Im Juli 2002 nahm die Band Above the Noise mit Dave Sardy und Shaun Lopez in der Co-Production auf. Im Januar 2003 mischte Andy Wallace Above the Noise. Fortan spielten The Revolution Smile an der Seite von den Deftones, Dredg, The Music, Marilyn Manson, Korn und anderen um ihr Album national vorzustellen. September 2003 tourten The Revolution Smile mit den Deftones und A Perfect Circle. Auch spielten sie in der Jimmy Kimmel Show. Kurze Zeit wurde Jeremy White von Stephen Hoke ersetzt.
Januar 2004 stieg die Band aus ihrem Plattenvertrag aus. Im Juli 2004 spielte die Band auf der Warped Tour an der Seite von My Chemical Romance, Rise Against, Atmosphere und From Autumn to Ashes. Im Juni 2005 wurde die Band mit dem Album Summer Ever fertig, welches auch von Shaun Lopez produziert wurde. Lopez nahm sich dann die Zeit andere Bands zu produzieren. Unter anderem Giant Drag und der Deftones fünftes Album Saturday Night Wrist. Im August 2006 wurde auf dem Radiosender Indie 103.1 angekündigt, dass Summer Ever im September über Animation Records veröffentlicht wird.

## Diskographie
- 2000: At War with Plastic
- 2002: We Are in This Alone
- 2003: Above the Noise (Geffen Records)
- 2006: Summer Ever